# Lomatia tasmanica
Espèce
Statut de conservation UICN

 CR  : 
En danger critique
Classification phylogénétique
Lomatia tasmanica est une espèce de plantes à fleurs de la famille des Proteaceae. C'est un arbrisseau qui présente des feuilles vertes brillantes et des fleurs roses, mais ne donne ni fruits ni graines. Une seule colonie est connue dans la nature et se trouve en Tasmanie. Elle est aussi connue sous le nom de King's Lomatia ou King's Holly, du nom de Deny King (en), l'explorateur qui l'a découverte.
Cette plante présente des caractéristiques inhabituelles. Tous les plants survivants sont génétiquement identiques. En raison de sa triploïdie, la plante est stérile, se reproduisant par multiplication végétative : les rameaux tombés aux sols génèrent de nouvelles racines. Bien que ces plants soient physiquement séparés dans la mesure où chacun dispose de son propre réseau racinaire, elles sont considérées collectivement comme l'un des clones le plus ancien encore vivant (le plus ancien connu étant la colonie de peupliers appelée Pando, âgée entre 14 000 et 80 000 ans). Chaque plant peut vivre 300 ans, mais le clone existe depuis au moins 43 600 ans (peut-être  135 000 ans). Cette estimation a été fournie par la datation par le carbone 14 de fragments fossilisés trouvés à 8,5 km de la plante moderne, et dont la structure cellulaire et la morphologie ont été trouvées identiques, confirmant la triploïdie de l'échantillon fossile (compte tenu de l'extrême rareté de la triploïdie, on considère alors que les deux plantes triploïdes en sont une seule).

## Histoire
En 1937, Charles Denison King découvre cette plante en cherchant des ressources d'étain dans la zone de nature sauvage de Tasmanie (plus précisément dans la South West Wilderness (en)). Dans les années 1960, il envoie des spécimens pour identification au Tasmanian Herbarium, qui nomme la plante en son honneur. Le groupe découvert en 1937 a aujourd'hui disparu, et le seul groupe restant est constitué d'environ 500 plants qui couvrent 1,2 km à l'extrême sud-ouest de la Tasmanie.
En raison de la rareté de la plante et du risque élevé d'incendie dans la région, un effort de production de la plante en milieu contrôlé au sein des Royal Tasmanian Botanical Gardens (en) depuis 1994 (cette plante n'est cependant pas exposée au public). L'absence de reproduction sexuée ne permet pas d'accroitre la diversité génétique qui pourrait favoriser une plus grande résistance aux maladies ou aux changements climatiques.